# Salpinga longifolia
Salpinga longifolia är en tvåhjärtbladig växtart som beskrevs av José Jéronimo Triana. Salpinga longifolia ingår i släktet Salpinga och familjen Melastomataceae. Inga underarter finns listade i Catalogue of Life.